# جيسي بوش
جيسي بوش (بالهولندية: Jesse Bosch)‏ هو لاعب كرة قدم هولندي في مركز الوسط، ولد في 1 فبراير 2000 في De Lutte ‏ في هولندا. لعب مع تفينتي أنشخيدة.

## وصلات خارجية
- جيسي بوش على موقع قاعدة بيانات كرة القدم.إي يو (الإنجليزية)
- جيسي بوش على موقع Soccerbase.com (لاعب) (الإنجليزية)
- جيسي بوش على موقع Soccerway.com (الإنجليزية)